# Heather Wahlquist
Heather Wahlquist (* 23. Mai 1977 in Oklahoma City, Oklahoma) ist eine US-amerikanische Schauspielerin.

## Leben und Karriere
Heather Wahlquist ist mit dem Schauspieler und Regisseur Nick Cassavetes verheiratet. 
In Good Advice – Guter Rat ist teuer ist sie als Sarah zu sehen, die aber nicht im Abspann aufgelistet wurde. In dieser Komödie spielten Charlie Sheen als Ryan Turner und Denise Richards als Cindy Styne ein Liebespaar, welches sie im Privaten zu diesem Zeitpunkt auch wirklich waren.
Wahlquist spielte in vier Filmen, bei denen ihr Ehemann Regie führte, mit. Im Thriller John Q – Verzweifelte Wut spielte sie die Geisel Julie Bird, die mit anderen Geiseln, von John Quincy Archibald (Denzel Washington) gefangen gehalten wird. Dabei verkörperten Robert Duvall als Polizist Frank Grimes, James Woods als Dr. Raymond Turner und Ray Liotta als Polizeichef Gus Monroe weitere wichtige Rollen. In dem 2004 erschienenen Liebesfilm Wie ein einziger Tag spielt sie den Charakter Sara an der Seite ihrer Schwiegermutter Gena Rowlands, die als ältere Allie zu sehen ist. Die jüngere Allie wird durch Rachel McAdams dargestellt. Im Filmdrama Alpha Dog – Tödliche Freundschaften, in dem Justin Timberlake sein Schauspieldebüt gab, verkörperte sie den Charakter Wanda und stand dabei gemeinsam mit ihrer Schwägerin Xan Cassavetes vor der Kamera. Bei der 2009 produzierten Verfilmung Beim Leben meiner Schwester des gleichnamigen Romans ist sie in einer Nebenrolle als Tante Kelly zu sehen. Die Hauptrollen erhielten Abigail Breslin, Sofia Vassilieva und Cameron Diaz. 
Zuletzt verfasste sie das Drehbuch zum Filmdrama Yellow, das 2012 in die Kinos kam. Dabei stand Wahlquist als Mary vor der Kamera und ihr Ehemann ein weiteres Mal dahinter. Ray Liotta, Sienna Miller und Max Thieriot sind ebenfalls darin zu sehen.

## Filmografie (Auswahl)
- 1998: Simon Says
- 2001: Good Advice – Guter Rat ist teuer (Good Advice)
- 2002: John Q – Verzweifelte Wut (John Q)
- 2004: Wie ein einziger Tag (The Notebook)
- 2006: Alpha Dog – Tödliche Freundschaften (Alpha Dog)
- 2009: Beim Leben meiner Schwester (My Sister's Keeper)
- 2012: Yellow
- 2013: Love and Skin (Kurzfilm)